# Showdown: Legends of Wrestling
Showdown: Legends of Wrestling también conocido como Legends of Wrestling III, es un videojuego de lucha libre, lanzado para las plataformas de PlayStation 2 y Xbox en el año 2004. Se tenía planeado lanzar una versión del juego para GameCube pero fue cancelado por valoraciones negativas.
Este fue el último juego desarrollado por el estudio de Austin antes de su cierre ese mismo año y también fue el último juego lanzado por Acclaim Entertainment en Norteamérica antes de su bancarrota.

## Roster
Un golpe significativo para Showdown fue los pocos personajes incluidos en el juego, y la exclusión de la leyenda Ultimate Warrior, que debido a las demandas legales y desacuerdos financieros con la WWE, Warrior no había aparecido en ningún videojuego desde 1996.Sin embargo Warrior y Eddie Guerrero aparecieron en WWE Legends of Wrestlemania en 2009 y WWE All Stars en 2011.

## Música
La mayoría de los temas musicales usados en el juego fueron compuestos por "The Mouth of the South", quienes compusieron temas en los tres juegos. Una versión de "Metal Health" de Quiet Riot fue utilizado en los vídeos promocionales para el juego.

## Arenas
- Madison Square Garden en Nueva York, EE. UU.
- Pontiac Silverdome en Pontiac, Míchigan, EE. UU.
- Cobo Arena en Detroit, Míchigan, EE. UU.
- The Omni en Atlanta, Georgia, EE. UU.
- Cow Palace en San Francisco, California, EE. UU.
- The Spectrum en Filadelfia, Pensilvania, EE. UU.
- Maple Leaf Gardens en Toronto, Ontario, Canadá
- Boston Garden en Boston, Massachusetts, EE. UU.
- Domo de Tokio en Tokio, Japón
- Greensboro Colliseum en Greensboro, Carolina del Norte, EE. UU.
- Skydome en Toronto, Ontario, Canadá
- Mid-South Colliseum en Memphis, Tennessee, EE. UU.
- Texas Stadium en Irving, Texas, EE. UU.
- L.A. Sports Arena en Los Ángeles, California, EE. UU.
- Estadio de Wembley en Londres, Reino Unido
- Moscú
- El gimnasio de Dory Funk
- El coliseo de las leyendas en Austin, Texas, EE. UU.